# Лакташі
Лакташі (босн. Laktaši, серб. Лакташи / Laktaši, хорв. Laktaši) — місто, центр однойменної громади на північному заході Республіки Сербської у складі Боснії та Герцеговини.

## Географія
Знаходиться за 15 км на північ від фактичної столиці Республіки Сербської, міста Баня-Лука.
Місто поділено на 11 місцевих громад.
Лакташі завжди був важливим транспортним вузлом (з римських часів і до наших днів), оскільки через муніципалітет Лакташі проходить швидкісне шосе, що з'єднує Баня-Луку з шосе Загреб-Белград, шосе Клашниці-Србаць та Клашниці-Прнявор.

## Населення
Чисельність населення міста Лакташі за переписом 2013 року склала 5 879 осіб, громади — 36 848 осіб.

## Історія
Дані про населення цієї області датуються початком кам'яної доби (150000 років до н. е.). Археологічні об'єкти з цього часу знаходиться на невисоких пагорбах поряд із річкою Врбас. Це поселення було розташоване на Баньському березі у центрі міста.
Римляни завоювали цю область у 9 році н. е. Місто було розташоване на кордоні двох провінцій: Далмації і Паннонії. Місцеве іллірійське населення мешкало в містах (таких, як Шушнярі). Римляни збудували військовий табір та об'єкти економічного значення.
У часи середньовіччя Лакташі завойовують остготи, авари і слов'яни, і на початку XII століття ця територія стала частиною Угорського королівства.
На початку XVI століття ця область була завойована турками, і залишалася під їх пануванням наступні роки, що призвело до переміщень населення. Для Туреччини ця область дуже важлива як частина кордону з Австро-Угорщиною, тому турки здійснювали насильницьке переміщення сербського населення з гірської частини східної Герцеговини і Чорногорії в Потькозарьє і Лієвче поле.
З 1878 року Боснія і Герцеговина стала частиною Австро-Угорської імперії. Після 1883 в області Лієвче поле і Поткозарья оселилися італійці, німці, українці та поляки. Німецьке та італійське населення використовували сучасні методи ведення сільського господарства, що, у свою чергу, призвело до дуже швидкого підйому економіки. Область стає найрозвиненішою частиною Боснії і Герцеговини. Один із найрозвиненіших на той час торгово-ремісничих центрів був Александроваць. У 1889 році там була побудована пошта.
Після розпаду Австро-Угорської монархії в 1918 рік і включення Боснії і Герцеговини до складу Королівства Сербів, а пізніше і до складу Королівства Югославія; під час, і після Другої світової війни ця область була в дуже важкому становищі. Беручи до уваги рівень економічного розвитку в колишній Соціалістичній Югославії, цей муніципалітет був слаборозвиненим і зайняв у рейтингу розвитку 87 місце зі 109 муніципальних утворень в Боснії і Герцеговини. У другій половині вісімдесятих років було започатковано створення так званого «Лакташського економічного дива». Ця тенденція була збережена й досі.